# Neuville-Saint-Rémy
Pour les articles homonymes, voir Neuville et Saint-Rémy.
Neuville-Saint-Rémy est une commune française, située dans le département du Nord, en région Hauts-de-France.
Ses habitants sont appelés les Neuvillois.
La commune fait face à Cambrai, sur la rive gauche de l'Escaut. Des industries s'y sont installées au XIXe siècle, dont la chocolaterie des « maîtres chocolatiers réunis » devenue les chocolats « De Neuville ». La population a rapidement augmenté dans les années 1960, faisant aujourd'hui de Neuville-Saint-Rémy la deuxième commune de l'agglomération de Cambrai malgré une démographie en baisse dans la dernière décennie.

## Géographie

### Situation
Neuville-Saint-Rémy fait partie de l'agglomération de Cambrai et de sa communauté d'agglomération. Les centres des deux communes sont distants de 1,6 km à vol d'oiseau. Douai est à 22,8 km au nord-ouest et Lille, la capitale régionale, à 50,7 km.

### Communes limitrophes
| Tilloy-lez-Cambrai Raillencourt-Sainte-Olle | Tilloy-lez-Cambrai  | Cambrai |
| Raillencourt-Sainte-Olle                    | Neuville-Saint-Rémy | Cambrai |
| Raillencourt-Sainte-Olle                    | Cambrai             | Cambrai |

### Hydrographie

#### Réseau hydrographique
La commune est située dans le bassin Artois-Picardie. Elle est drainée par l'Escaut canalisée et la rivière Escaut,.
Neuville-Saint-Rémy est située sur une nappe de craie du Crétacé qui forme la limite septentrionale du Bassin parisien, entre, à l'est, les collines de la Thiérache et de l'Avesnois, contreforts des Ardennes, et au nord-ouest, les collines de l'Artois. La commune est construite sur la rive gauche de l'Escaut et elle est bordée dans toute sa partie orientale par les zones alluviales de la vallée. L'Escaut canalisé forme la limite, à l'est, avec la commune de Cambrai.
L'Escaut est un fleuve européen de 355 km de long, qui traverse trois pays (France, Belgique et Pays-Bas), avant de se jeter en mer du Nord. La partie canalisée en France relie Cambrai à , après avoir traversé 34 communes. 
La Rivière Escaut, d'une longueur de 30 km, prend sa source dans la commune de Honnecourt-sur-Escaut et se jette  dans l'Escaut canalisée sur la commune, après avoir traversé 13 communes. 

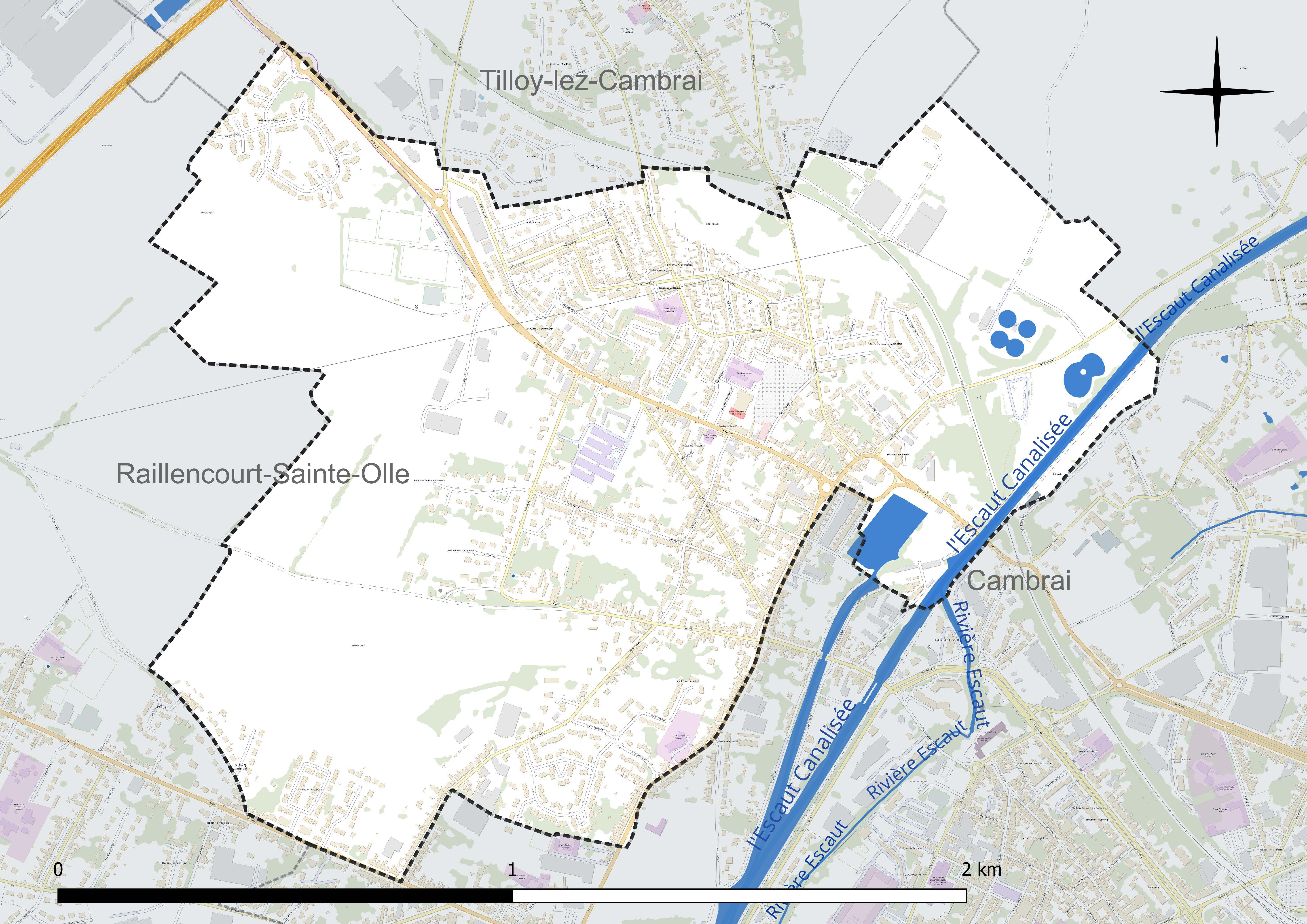
Réseau hydrographique de Neuville-Saint-Rémy.

#### Gestion et qualité des eaux
Le territoire communal est couvert par le schéma d'aménagement et de gestion des eaux (SAGE) « Escaut ». Ce document de planification concerne un territoire de 2 005 km2 de superficie, délimité par le bassin versant de l'Escaut. Le périmètre a été arrêté le 9 juin 2006 et le SAGE proprement dit a été approuvé le 13 juillet 2021. La structure porteuse de l'élaboration et de la mise en œuvre est le syndicat mixte Escaut et Affluents (SyMEA). 
La qualité des cours d'eau peut être consultée sur un site dédié géré par les agences de l'eau et l'Agence française pour la biodiversité. 

### Climat
Pour des articles plus généraux, voir Climat des Hauts-de-France et Climat du Nord.
En 2010, le climat de la commune est de type climat océanique dégradé des plaines du Centre et du Nord, selon une étude du CNRS s'appuyant sur une série de données couvrant la période 1971-2000. En 2020, Météo-France publie une typologie des climats de la France métropolitaine dans laquelle la commune est exposée à un climat océanique et est dans la région climatique  Nord-est du bassin Parisien, caractérisée par un ensoleillement médiocre, une pluviométrie moyenne régulièrement répartie au cours de l'année et un hiver froid (3 °C). 
Pour la période 1971-2000, la température annuelle moyenne est de 10,4 °C, avec une amplitude thermique annuelle de 14,9 °C. Le cumul annuel moyen de précipitations est de 687 mm, avec 12,1 jours de précipitations en janvier et 9,3 jours en juillet. Pour la période 1991-2020, la température moyenne annuelle observée sur la station météorologique la plus proche, située sur la commune d'Épehy à 21 km à vol d'oiseau, est de 10,6 °C et le cumul annuel moyen de précipitations est de 752,8 mm,. Pour l'avenir, les paramètres climatiques de la commune estimés pour 2050 selon différents scénarios d'émission de gaz à effet de serre sont consultables sur un site dédié publié par Météo-France en novembre 2022.

## Urbanisme

### Typologie
Au 1er janvier 2024, Neuville-Saint-Rémy est catégorisée centre urbain intermédiaire, selon la nouvelle grille communale de densité à sept niveaux définie par l'Insee en 2022.
Elle appartient à l'unité urbaine de Cambrai, une agglomération intra-départementale regroupant huit  communes, dont elle est une commune de la banlieue,,. Par ailleurs la commune fait partie de l'aire d'attraction de Cambrai, dont elle est une commune du pôle principal,. Cette aire, qui regroupe 64 communes, est catégorisée dans les aires de 50 000 à moins de 200 000 habitants,.

### Occupation des sols
L'occupation des sols de la commune, telle qu'elle ressort de la base de données européenne d'occupation biophysique des sols Corine Land Cover (CLC), est marquée par l'importance des territoires artificialisés (62,3 % en 2018), en augmentation par rapport à 1990 (54,8 %). La répartition détaillée en 2018 est la suivante : 
zones urbanisées (62,2 %), terres arables (37,7 %), zones industrielles ou commerciales et réseaux de communication (0,1 %). L'évolution de l'occupation des sols de la commune et de ses infrastructures peut être observée sur les différentes représentations cartographiques du territoire : la carte de Cassini (XVIIIe siècle), la carte d'état-major (1820-1866) et les cartes ou photos aériennes de l'IGN pour la période actuelle (1950 à aujourd'hui).

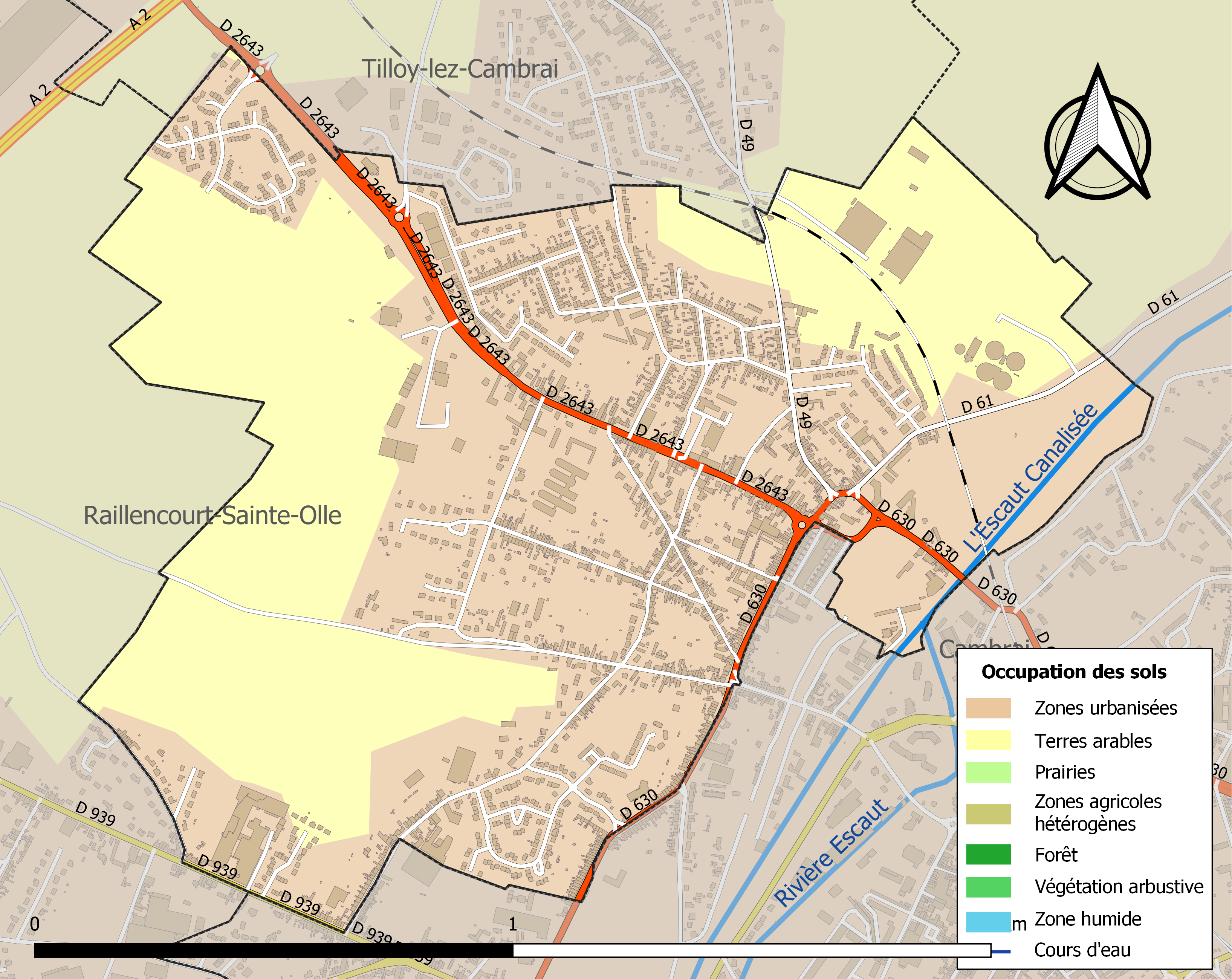
Carte des infrastructures et de l'occupation des sols de la commune en 2018 (CLC).

### Logement
En 2008, Neuville-Saint-Rémy comptait 1 517 résidences principales, auxquelles s'ajoutaient 93 logements vacants, soit 5,7 % du total, et un faible nombre de résidences secondaires. Les maisons représentaient 87,5 % de l'ensemble des logements, pourcentage en légère hausse par rapport au recensement de 1999 (87,1 %) mais nettement supérieur à celui observé dans le département du Nord (68,6 %).
La part de résidences principales datant d'avant 1949 s'élevait à 24,9 %. Pour les constructions plus récentes, 36,3 % des logements dataient d'entre 1949 et 1974 et 38,7 % d'après 1975

### Voies de communication et transports
Neuville-Saint-Rémy est traversée par la route départementale D643, vers Douai d'une part (ancienne route nationale 43) et vers le nord de l'Aisne d'autre part (ancienne route nationale 39). Les autres routes qui parcourent la commune sont la D61 vers Hordain et la D402 vers Féchain et la jonction avec la D148
Bien que la ligne ferroviaire Cambrai - Douai traverse le territoire communal, Neuville-Saint-Rémy n'a ni gare ni halte ferroviaire. La gare SNCF la plus proche est celle de Cambrai.
La commune est desservie par le réseau de transports urbains de la Communauté d'agglomération de Cambrai appelé TUC (Transports Urbains du Cambrésis), principalement par les lignes 4 et S40, mais aussi par les lignes 16 et 18 à certains endroits,.

## Toponymie
La localité est connue au Moyen Âge sous le nom de Sanctus Remigius (en 1104, 1137, 1349), et de Sanctus Remigius de Nova Villa dans divers documents, en l'honneur de l'évêque de Reims Remi. Le nom Neuville, commun à plus de 80 communes principalement françaises, dérive du latin nova villa, ou « nouveau domaine ».
Les deux localités voisines de Neuville et de Saint-Rémi ayant été réunies en commune, celle-ci prit le nom de Neuville-Saint-Rémy, inverse de l'appellation utilisée précédemment de Saint-Rémy de la Neuville.

## Histoire
Pendant la période gallo-romaine, le territoire était peuplé par les Nerviens, dont les chefs-lieux furent Bavay puis Cambrai.
Au Moyen Âge le village dépendait de l'abbaye bénédictine d'Anchin.
À la suite du traité de Verdun de 843 qui partageait l'empire de Charlemagne, l'Escaut devint pour huit siècles la frontière du royaume de France et de l'Empire. La position frontalière du village l'exposa à plusieurs reprises aux destructions et aux pillages : il fut incendié par les Français le 26 novembre 1553, par les Espagnols en 1595.
En 1794 le zèle anti-religieux de la Convention montagnarde, pourchassant partout les signes du « fanatisme », renomma la commune « Neuville-la-Chaussée ». Au XIXe siècle l'Escaut fut canalisé et relié au canal de Saint-Quentin, ce qui transforma le village rural en une petite ville industrielle et résidentielle.
La Première Guerre mondiale laissa la commune en grande partie détruite.
C'est au cours du XXe siècle, plus particulièrement dans les années 1960, que la commune a connu sa croissance la plus spectaculaire par la construction de lotissements pavillonnaires, avec un gain de population de 45 % entre les recensements de 1962 et 1968. Neuville-Saint-Rémy est aujourd'hui la deuxième commune de l'agglomération de Cambrai par sa population, mais a perdu presque 200 habitants entre 1999 et 2009.

## Politique et administration

### Tendances politiques et résultats
Au premier tour de l'élection présidentielle de 2012, les quatre candidats arrivés en tête à Neuville-Saint-Rémy sont François Hollande (PS, 29,46 %), Marine Le Pen (FN, 29,39 %), Nicolas Sarkozy (UMP, 21,65 %), et Jean-Luc Mélenchon (Front de gauche, 10,48 %), avec un taux de participation de 77,80 %. Au second tour François Hollande est arrivé en tête avec 55,98 % des voix, pour un taux de participation de 76,47 %.
Au deuxième tour des élections régionales de 2010, 50,04 % des suffrages exprimés sont allés à la liste conduite par Daniel Percheron (PS), 25,60 % à celle de Valérie Létard (UMP), et 24,36 % à la liste FN de Marine Le Pen, pour un taux de participation de 47,27 %.
Aux élections européennes de 2009, les deux meilleurs scores à Neuville-Saint-Rémy étaient ceux de la liste du Parti socialiste conduite par Gilles Pargneaux, qui a obtenu 245 suffrages soit 25,71 % des suffrages exprimés (département du Nord 19,55 %), et de la liste de la majorité présidentielle conduite par Dominique Riquet, qui a obtenu 207 suffrages soit 21,72 % des suffrages exprimés (département du Nord 24,57 %), pour un taux de participation de 34,74 %.
Au deuxième tour de l'élection présidentielle de 2007, 49,27 % des électeurs ont voté pour Nicolas Sarkozy (UMP), et 50,73 % pour Ségolène Royal (PS), avec un taux de participation de 82,93 %.
Au deuxième tour des élections législatives de 2007, 56,46 % des électeurs de Neuville-Saint-Rémy ont voté pour François-Xavier Villain (UMP) (57,45 % dans la 18e circonscription du Nord), et 43,54 %  pour Brigitte Douay (PS) (42,55 % dans la circonscription), avec un taux de participation de 59,23 % à Neuville-Saint-Rémy et de 60,08 % dans la circonscription.

### Administration municipale
Neuville-Saint-Rémy fait partie de la communauté d'agglomération de Cambrai. La commune ayant entre 3 500 à 5 000 habitants le nombre de conseillers municipaux est de 27. Le maire est Christian Dumont.

### Liste des maires
| Période                                  | Période                    | Identité                  | Étiquette | Qualité |
| ---------------------------------------- | -------------------------- | ------------------------- | --------- | --- |
| Les données manquantes sont à compléter. |                            |                           |           | |
| 1800                                     | 1812                       | Joseph Defontaine         |           | |
| 1812                                     | 1831                       | Augustin Leleu            |           | |
| 1831                                     | 1834                       | Joachin Joseph Defontaine |           | |
| 1834                                     | 1852                       | Charles Pluvinage         |           | |
| 1852                                     | 1888                       | Alfred Le Doux            |           | |
| 1888                                     | 1896                       | Jean-Baptiste Pluvinage   |           | |
| 1896                                     | 1919                       | Auguste Corneille         |           | |
| 1919                                     | 1925                       | François Luce             |           | |
| 1925                                     | 1929                       | Henri Boudailliez         |           | |
| 1929                                     | 1945                       | Henri Bocquet             |           | |
| mai 1945                                 | 18 avril 1969 (décès)      | Édouard Lhotellier        |           | Contremaître de filature |
| 1969                                     | mars 1971                  | Marcel Crinon             |           | |
| mars 1971                                | 21 février 1994 (décès)    | Georges Morchain          |           | Agriculteur |
| 1994                                     | 2 novembre 2010 (décès)    | Jean-Jacques Ségard       | DVD (UPN) | Attaché commercial Ancien premier adjoint au maire Conseiller général de Cambrai-Ouest (2002 → 2010) 1er vice-président de la CA de Cambrai (? → 2010) |
| 14 novembre 2010                         | 24 mai 2020                | Jean-Pierre Couvent       | DVD       | Expert-comptable retraité Ancien premier adjoint au maire 1er vice-président de la CA de Cambrai                                                       |
| 24 mai 2020                              | En cours (au 21 août 2023) | Christian Dumont          | DVD       | Retraité de la Caisse d'Épargne Adjoint au maire (1995 → 2020) 14e vice-président de la CA de Cambrai (2020 → )                                        |

### Instances judiciaires et administratives
La commune de Neuville-Saint-Rémy est dans le ressort de la cour d'appel de Douai, du tribunal de grande instance, du tribunal d'instance et du conseil de prud'hommes de Cambrai, et à la suite de la réforme de la carte judiciaire engagée en 2007, du tribunal de commerce de Douai.

### Politique environnementale
La protection et la mise en valeur de l'environnement font partie des compétences optionnelles de la communauté d'agglomération de Cambrai à laquelle appartient Neuville-Saint-Rémy.

### Jumelages et partenariats
Au 1er mars 2012, Neuville-Saint-Rémy n'est jumelée avec aucune autre commune.

## Population et société

### Démographie

#### Évolution démographique
L'évolution du nombre d'habitants est connue à travers les recensements de la population effectués dans la commune depuis 1793. Pour les communes de moins de 10 000 habitants, une enquête de recensement portant sur toute la population est réalisée tous les cinq ans, les populations de référence des années intermédiaires étant quant à elles estimées par interpolation ou extrapolation. Pour la commune, le premier recensement exhaustif entrant dans le cadre du nouveau dispositif a été réalisé en 2004.

En 2022, la commune comptait 3 909 habitants, en évolution de +2,68 % par rapport à 2016 (Nord : +0,51 %, France hors Mayotte : +2,11 %).
| 1793 | 1800 | 1806 | 1821 | 1831 | 1836 | 1841 | 1846 | 1851 |
| ---- | ---- | ---- | ---- | ---- | ---- | ---- | ---- | ---- |
| 253  | 458  | 516  | 656  | 710  | 709  | 834  | 931  | 884  |

| 1856 | 1861  | 1866  | 1872  | 1876  | 1881  | 1886  | 1891  | 1896  |
| ---- | ----- | ----- | ----- | ----- | ----- | ----- | ----- | ----- |
| 927  | 1 007 | 1 124 | 1 087 | 1 125 | 1 280 | 1 475 | 1 538 | 1 538 |

| 1901  | 1906  | 1911  | 1921  | 1926  | 1931  | 1936  | 1946  | 1954  |
| ----- | ----- | ----- | ----- | ----- | ----- | ----- | ----- | ----- |
| 1 588 | 1 658 | 1 730 | 1 663 | 1 973 | 1 864 | 1 920 | 2 048 | 1 971 |

| 1962  | 1968  | 1975  | 1982  | 1990  | 1999  | 2004  | 2006  | 2009  |
| ----- | ----- | ----- | ----- | ----- | ----- | ----- | ----- | ----- |
| 2 846 | 4 127 | 3 847 | 4 107 | 3 957 | 3 962 | 3 708 | 3 711 | 3 748 |

| 2014  | 2019  | 2022  | - | - | - | - | - | - |
| ----- | ----- | ----- | - | - | - | - | - | - |
| 3 871 | 3 782 | 3 909 | - | - | - | - | - | - |

#### Pyramide des âges
La population de la commune est relativement jeune.
En 2018, le taux de personnes d'un âge inférieur à 30 ans s'élève à 34,3 %, soit en dessous de la moyenne départementale (39,5 %). À l'inverse, le taux de personnes d'âge supérieur à 60 ans est de 30,0 % la même année, alors qu'il est de 22,5 % au niveau départemental.
En 2018, la commune comptait 1 779 hommes pour 2 013 femmes, soit un taux de 53,09 % de femmes, légèrement supérieur au taux départemental (51,77 %).
Les pyramides des âges de la commune et du département s'établissent comme suit.
| Hommes | Classe d’âge | Femmes |
| ------ | ------------ | ------ |
| 0,9    | 90 ou +      | 3,4    |
| 6,3    | 75-89 ans    | 11,8   |
| 18,5   | 60-74 ans    | 18,8   |
| 18,3   | 45-59 ans    | 18,0   |
| 18,4   | 30-44 ans    | 16,8   |
| 17,1   | 15-29 ans    | 14,2   |
| 20,6   | 0-14 ans     | 17,0   |

| Hommes | Classe d’âge | Femmes |
| ------ | ------------ | ------ |
| 0,5    | 90 ou +      | 1,4    |
| 5,3    | 75-89 ans    | 8,1    |
| 14,8   | 60-74 ans    | 16,2   |
| 19,1   | 45-59 ans    | 18,4   |
| 19,5   | 30-44 ans    | 18,7   |
| 20,7   | 15-29 ans    | 19,1   |
| 20,2   | 0-14 ans     | 18     |

### Enseignement
La commune gère l'école maternelle « Le Petit Prince » et l'école primaire Jean-Lebas. En 2012 ces écoles scolarisent environ 340 élèves dans 13 classes.
Les établissements d'enseignement secondaire les plus proches sont à Cambrai.

### Manifestations culturelles et festivités
La fête communale, accompagnée d'une brocante, a lieu le 1er dimanche d'octobre.

### Santé
La commune compte quelques cabinets médicaux généralistes ou spécialisés, ainsi que deux pharmacies. La résidence « Les Edelweiss » est un établissement de type EHPAD. Les établissements hospitaliers les plus proches sont à Cambrai.

### Sports
Le « FC Neuville-Saint-Rémy »,  l'« Avenir Cycliste neuvillois », le « running-club neuvillois » et le club de tennis sont quelques-unes des associations sportives de la commune.

### Cultes
Les Neuvillois disposent d'un lieu de culte catholique, l'église Saint-Rémy  qui fait partie de la paroisse Saint-Vaast-Saint-Géry de Cambrai dans le diocèse de Cambrai.

## Économie

### Revenus de la population et fiscalité
En 2009, le revenu fiscal médian par ménage était de 15 779 €, ce qui plaçait Neuville-Saint-Rémy au 23 983e rang  parmi les 31 604 communes de plus de 50 ménages en métropole.

### Emploi
Neuville-Saint-Rémy se trouve dans le bassin d'emploi du Cambrésis. L'agence Pôle emploi pour la recherche d'emploi la plus proche est celle de Cambrai.
En 2008, la population de Neuville-Saint-Rémy se répartissait ainsi : 71,1 % d'actifs, ce qui est proche des 71,6 % d'actifs de la moyenne nationale et 10,4 % de retraités, un chiffre supérieur au taux national de 8,5 %. Le pourcentage de chômeurs était de 11,9 % contre 13,1 % en 1999.

### Entreprises et commerces
Au 31 décembre 2009, Neuville-Saint-Rémy comptait 140 établissements. 
Répartition des établissements par domaines d'activité
|                             | Ensemble | Agriculture | Industrie | Construction | Commerce | Services |
| --------------------------- | -------- | ----------- | --------- | ------------ | -------- | -------- |
| Nombre d'établissements     | 140      | 4           | 13        | 24           | 74       | 25       |
| %                           | 100 %    | 2,9 %       | 9,3 %     | 17,1 %       | 52,9 %   | 17,9 %   |
| Sources des données : INSEE |          |             |           |              |          |          |

Les entreprises principales de la commune sont Covetex (emballages et conditionnement à façon), Sobaudes (remplissage et conditionnement à façon des produits cosmétiques) et Duez (construction de réseaux électriques et de télécommunications).
La commune est limitrophe du parc d'activités « Actipôle » de l'agglomération de Cambrai.

## Culture locale et patrimoine

### Lieux et monuments

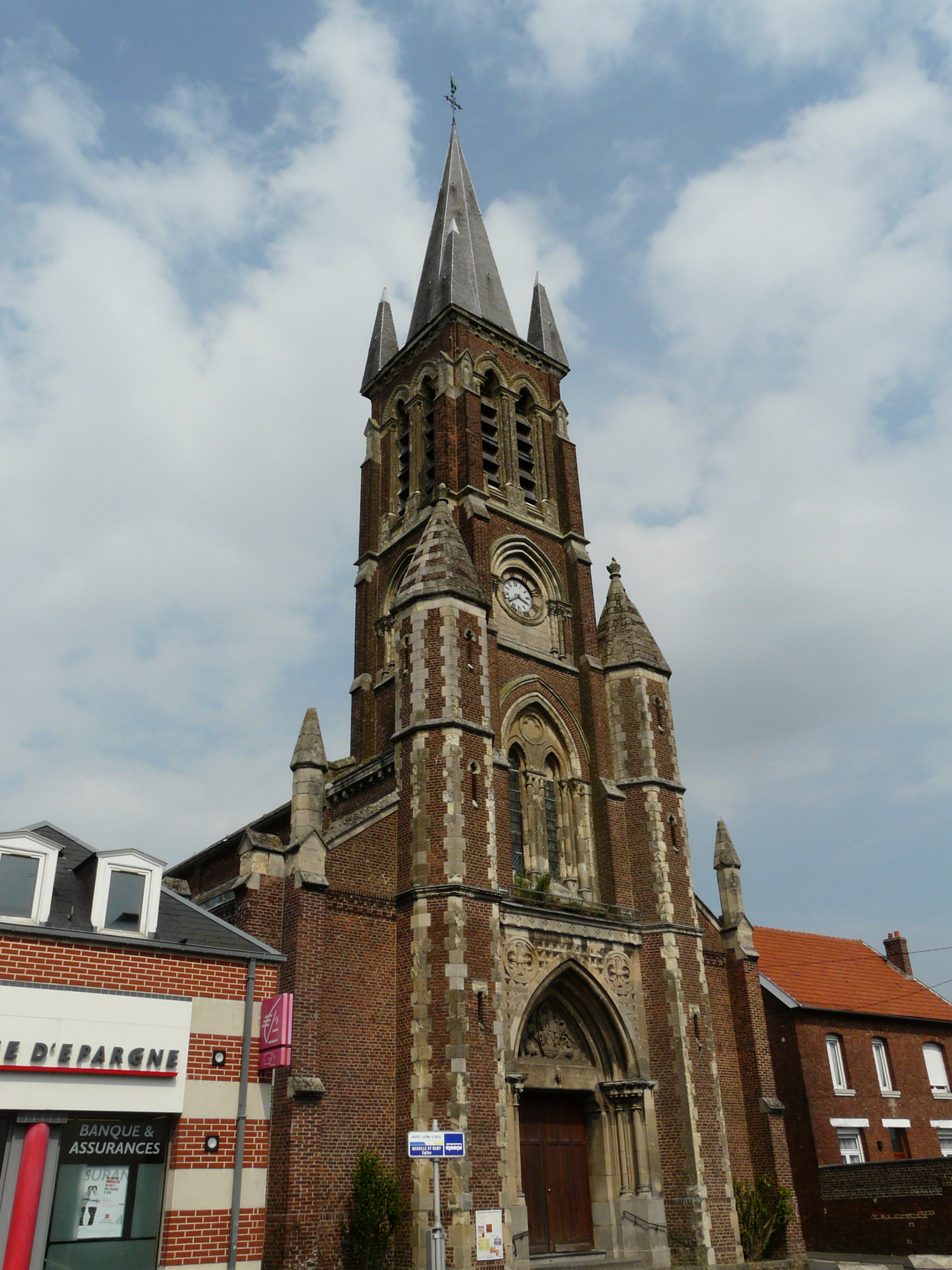
L'église

- Le moulin Savary, ou moulin du Mont-Ferrand, d'abord construit en bois, fut reconstruit en brique en 1606. Au cours de la Première Guerre mondiale, les Allemands l'utilisèrent comme poste d'observation[49].
- L'église Saint-Rémy, construite en 1869.

### Patrimoine culturel
La marque de chocolat « De Neuville » tire son nom de celui de la commune, où étaient fabriqués depuis 1883 des chocolats majoritairement belges de la société « Les maîtres chocolatiers réunis », passant en 1986 dans le giron de Rowntree Mackintosh qui rebaptise la marque « De Neuville, les chocolats français » et la spécialise dans la fabrication de chocolat noir pur beurre de cacao de petite taille (10 g contre 16-18 g pour les chocolats belges) et moins sucré. La société De Neuville est rachetée par Nestlé en 1988 et en 1996 par la holding financière SA Herbierse de Participation du groupe Bongrain qui positionne la marque en milieu de gamme et en fait en 2013 le premier réseau franchisé de chocolats français avec 150 boutiques (succursales en nom propre et 85 % de franchises),.

### Personnalités liées à la commune
- Alfred Fronval (1893 - 1928), pilote et inventeur d'un simulateur de vol.
- Fritz Rumey (1891 - 1918), pilote allemand de la Première Guerre mondiale, as de l'aviation.

### Héraldique
| Blason de la ville de Neuville-Saint-Rémy | Les armes de Neuville-Saint-Rémy se blasonnent ainsi : D'azur semé de fleurs de lis d'or, à un cerf passant d'argent brochant le tout |

Ce sont les armoiries de l'abbaye d'Anchin.

## Pour approfondir